# Валерија и недеља чуда (филм)
 „Валерија и недеља чуда“ (чеш. Valerie a týden divů) чехословачки је дугометражни играни филм из 1970. Режирао га је и сценарио написао Јаромил Јиреш, на основу истоименог романа Витјеслава Незвала. Формално заснован на логици сна, у филму се не поштује начело узрочности и последичности, већ је гледаоцу предочен надреалистички заплет, у чијем је центру тринаестогодишња Валерија и њено буђење сексуалности. Надреалистички мотиви су засновани на психоаналитичким идејама, концепту карневализације и поигравању са мотивима из бајки, фантастичне књижевности и хорора. Специфичној атмосфери филма доприноси и сецесионистичка архитектура у сценографији, филмска фотографија Јана Чуржика и музика Лубоша Фишера. Главну улогу тумачи Јарослава Шалерова, којој је улога Валерије био филмски деби. Улогу је добила на аудицији на којој се појавило 1500 девојчица. У време снимања имала је тринаест година. Филм је сниман у граду Славоњицу и његовој околини.
„Валерија и недеља чуда” сматра се једним од последњих и сексуално најслободнијих филмова чехословачког новог таласа. Сниман је након совјетске инвазије на Чехословачку 1968, догађаја који се често узима као пресудан за завршетак овог филмског правца, пошто је нова власт забранила виђеније редитеље и успостваила нове кодексе цензуре. Тајни полицијски документи показују да је нова власт сматрала Јиреша и Мензела за најподобније режисере, који би могли да снимају остварења у складу са комунистичком идеологијом, а да у исто време наставе са успесима чехословачког филма, који је у претходним годинама стекао велика признања у Европи. Оваква одлука је била за Јиреша неочекивана, сходно да је његово остварење Шала из 1969. отворено критиковало комунистички систем. Ипак у време када је „Валерија” доживела премијеру, партија није благонаклоно гледала на њену надреалистичку слободну форму. У рецензији за партијске новине Руде право негативно је оцењен и назван претенциозним и преуметничким. Аутор је даље у тексту позвао на снимање „другачијих филмова, филмова за народ, филмова за данашњицу, за човека социјализма”. Јиреш се након „Валерије” наредних деценија усасредио махом на телевизију и снимање опера и позоришних представа. Временом је филм стекао култни статус, и на почетку 21. века је поново пуштен у биоскопе.

## Заплет филма
Прича се одиграва током лета у градићу где живи тринаестогодишња Валерија са својом строгом баком. Валерији лопов краде минђуше, али јој их враћа сутрадан. У градић пристижу забављачи, међу којима се налазе и чудовиште звано Твор и његов син Орлић. Валерију прогоне визије у којима јој је бака вампирица преображена у младу и привлачну жену. Истовремено, Валерија сазнаје да је Твор њен отац, а Орлић, који јој се удвара, заправо брат. Валерија се упушта у сексуални однос са Хедвиком, младом женом удатом за старијег земљопоседника. Девојчици се удвара и свештеник Грацијан, који након неуспелог покушаја силовања, жели да је спали на тргу под оптужбом да је вештица. На крају, захваљујући сопственој невиности и магичним минђушама девојчица превазилази све препреке и проналази своје праве родитеље, за које су јој рекли да су мртви.

## Улоге
| Глумац             | Улога                      |
| ------------------ | -------------------------- |
| Јарослава Шалерова | Валерија                   |
| Хелена Анизова     | Баба/Елса/Мајка/Русовласка |
| Петр Коприва       | Орлић                      |
| Јири Примек        | Твор                       |
| Јан Клусак         | Грацијан                   |
| Либусе Команцова   | служавка                   |
| Карел Енгел        | Коци Ондреј                |